# Великовильське сільське поселення
Великови́льське сільське поселення (рос. Большевыльское сельское поселение) — муніципальне утворення у складі Аліковського району Чувашії, Росія. Адміністративний центр — село Велика Вила.

## Населення
Населення — 832 особи (2019, 1006 у 2010, 1219 у 2002).

## Склад
До складу поселення входять такі населені пункти:
| Населений пункт     | Населення, осіб (2002) | Населення, осіб (2010) |
| ------------------- | ---------------------- | ---------------------- |
| Велика Вила, село   | 626                    | 511                    |
| Вила, присілок      | 251                    | 210                    |
| Сіріккаси, присілок | 342                    | 285                    |